# Sinalização de trânsito em Portugal

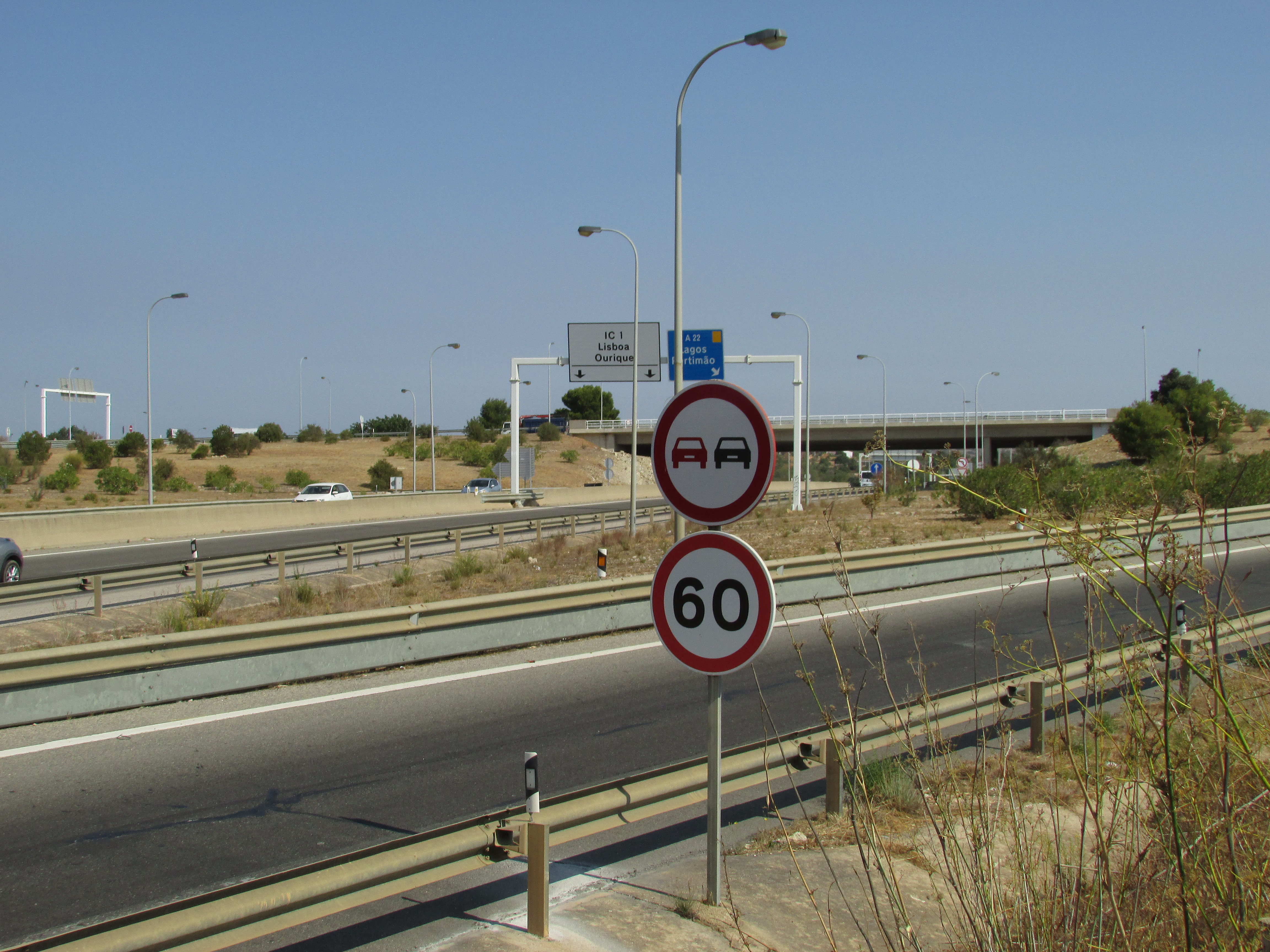
Sinalização no nó de ligação entre o IC1 e a autoestrada A22.

A sinalização de trânsito em Portugal encontra-se legalmente definida pelo Regulamento de Sinalização de Trânsito (RST) de 1998 e baseia-se no sistema de sinalização rodoviária definido pela Convenção de Viena de 1968 e pelo acordo europeu suplementar de 1971. As normas legais do RST aplicam-se a todas as vias públicas, urbanas e interurbanas, de âmbito nacional, regional e local de Portugal.
No RST estão enumerados os sinais de trânsito que podem ser aplicados nas vias públicas portuguesas, bem como está definido o seu significado, as características técnicas a que devem obedecer e os domínios genéricos da sua aplicação, utilização e colocação. O RST não define contudo critérios concretos para a sua utilização e colocação específica nas vias, os quais estão desenvolvidos em diversas normas elaboradas pelas autoridades rodoviárias, incluindo as disposições normativas Critérios de utilização de Sinalização Vertical, Critérios de Colocação de Sinalização Vertical e Características Dimensionais, Critérios de Utilização e Colocação de Marcas Rodoviárias do antigo Instituto de Infraestruturas Rodoviárias (integrado no atual Instituto da Mobilidade e dos Transportes).
Segundo o RST, a sinalização de trânsito em Portugal compreende sinais verticais, marcas rodoviárias, sinais luminosos, sinalização temporária, sinais dos agentes reguladores do trânsito e sinais dos condutores. O sistema de sinalização vertical compreende sinais de perigo, sinais de regulamentação (subdivididos em sinais de cedência de passagem, de proibição, de obrigação e de prescrição específica), sinais de indicação (subdivididos em sinais de informação, de pré-sinalização, de direção, de confirmação, de identificação de localidades e complementares), sinalização de mensagem variável e sinalização turístico-cultural. Os sinais usados para indicar as regras de trânsito definidas pelo Código da Estrada (sinais de perigo, de regulamentação e de informação) são referidos coloquialmente como "sinais de código". Os vários sinais verticais identificam-se individualmente por uma ou duas letras maiúsculas que identificam o grupo a que pertencem, seguidas de um número e eventualmente de uma letra minúscula. Existem assim os sinais de perigo (grupo A), de cedência de passagem (grupo B), proibição (grupo C), obrigação (grupo D), prescrição específica (grupos: E - sinais de seleção de vias, F - sinais de afetação de vias, G - sinais de zona), de informação (grupo H), de pré-sinalização (grupo I), de direção (grupo J), de confirmação (grupo L), de identificação de localidades (grupo N), complementares (grupo O) e sinalização turístico-cultural (grupo T). Existem também os painéis adicionais que complementam vários dos sinais verticais, as marcas rodoviárias (grupo M) e a sinalização temporária (grupo ST).
As letras e algarismos contidos nos sinais de trânsito portugueses utilizam a fonte tipográfica Transport. Tanto o tipo de letra como o próprio grafismo dos sinais portugueses são fortemente influenciados pelo modelo de sinalização em vigor no Reino Unido.

## História

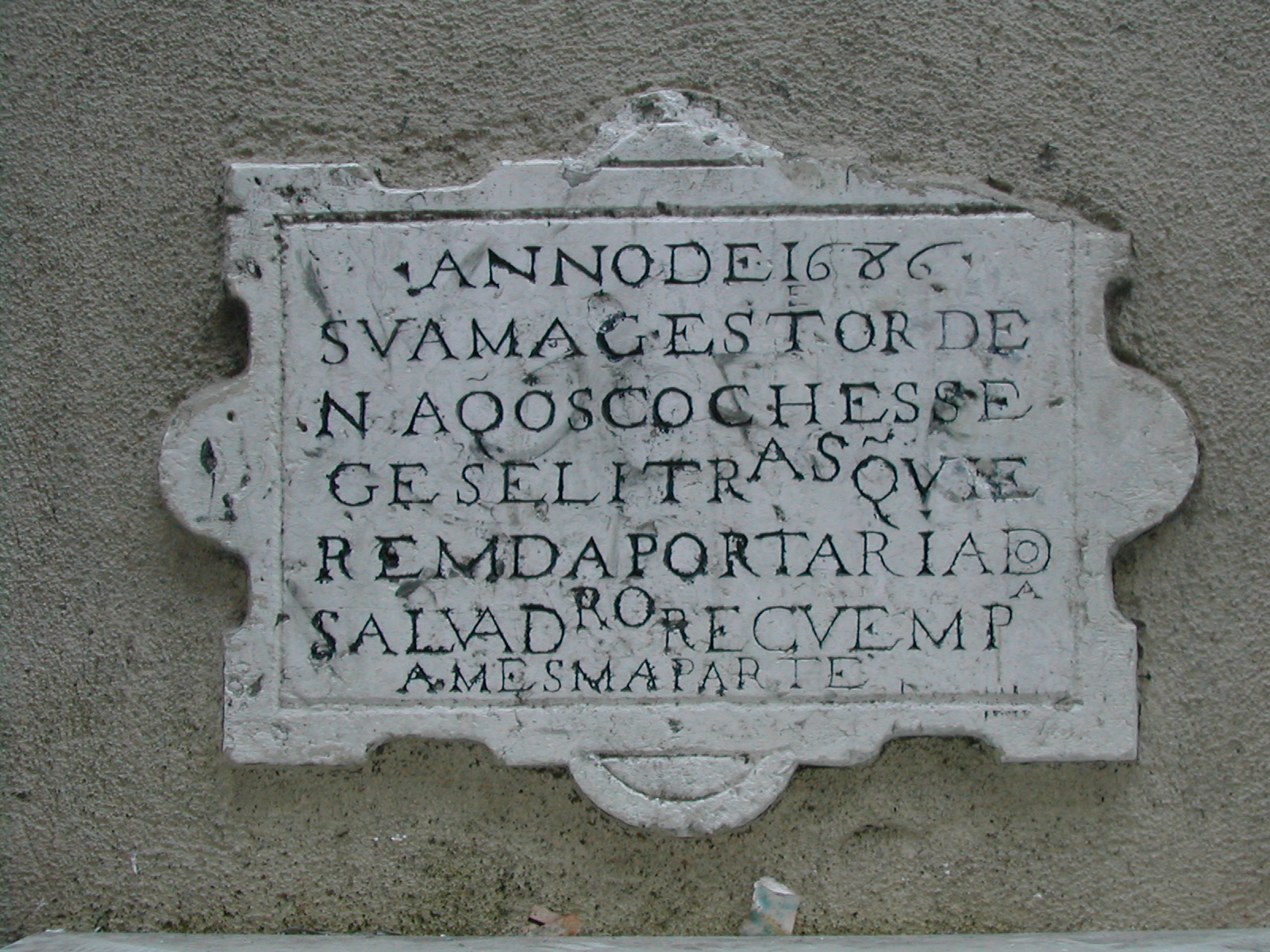
Sinal de regulamentação de trânsito de 1686, colocado na Rua do Salvador em Lisboa. No mesmo lê-se: - Anno de 1686 - Sua Magest[ade] ordena q[ue] os coches seges e lit[ei]ras q[ue] vierem da portaria do Salvador recuem p[ar]a a mesma parte.

### Primórdios
Em Portugal, existe o mais antigo sinal de regulamentação de trânsito do mundo, ainda preservado no seu local original, na Rua do Salvador em Lisboa, onde terá sido colocado em 1686. Este sinal foi instalado na sequência da lei de 22 de outubro de 1686, do rei D. Pedro II, que regulava a circulação de carruagens e liteiras na cidade de Lisboa, estabelecendo quem teria prioridade de passagem em ruas estreitas. Esta lei - que é o mais antigo regulamento de trânsito conhecido do mundo - previa também a colocação de padrões (sinais) nos arruamentos mais estreitos, informando quem teria prioridade de passagem, dos quais o sinal da Rua do Salvador foi o único que chegou aos nossos dias.

### Início do século XX
Contudo, um sistema de sinalização orientado para o trânsito automóvel só surgiria a partir do início do século XX, impulsionado pelo desenvolvimento deste tipo de transporte, que levou os diversos estados a acordarem regras comuns de circulação, incluindo o estabelecimento de modelos padronizados de sinais a serem utilizados nas vias públicas. Como Estado signatário da Convenção Internacional sobre Circulação de Automóveis - realizada em Paris em 1909 - Portugal acordou adotar os sinais de trânsito previstos no seu Artigo 8º. A Convenção Internacional de 1909 estabeleceu que só deveriam ser empregues nas vias públicas os quatro sinais, destinados a assinalar as passagens perigosas, representados no seu Anexo D, que eram: vala (ou seja "lombas"), volta (ou seja "curva perigosa"), passagem de nível e cruzamento. Estes sinais tinham um formato redondo e baseavam-se em pictogramas, que ainda perduram nos modernos sinais de significado análogo. A convenção não definia as cores dos pictogramas e dos fundos dos sinais, que variaram assim conforme os países (ex.: branco sobre azul na França e Itália, preto sobre branco na Suíça e preto sobre branco com bordas vermelhas na Alemanha). Portugal terá adotado pictogramas brancos sobre fundo preto. A Convenção previa ainda a existência de dois outros sinais, um indicando paragem obrigatória numa alfândega e outro numa portagem, mas não especificava o respetivos modelos. Os sinais deveriam - sempre que possível - ser colocados a 250 m do ponto que devesse ser assinalado, não sendo geralmente necessária a sua colocação dentro de localidades. A Convenção e os respetivos sinais de trânsito entrariam em vigor em Portugal a 1 de maio de 1912.
No início do século XX, a sinalização das vias não estava ainda incluída nas funções normais das entidades públicas responsáveis pela administração das mesmas. Na maioria dos países, a sinalização foi assumida por automóveis clubes, distribuidores de combustíveis, fabricantes de componentes automóveis e outras entidades particulares ligadas ao automobilismo e ao turismo. Assim aconteceu também em Portugal, onde ficou essencialmente a cargo do Automóvel Club de Portugal (ACP) e da Vacuum Oil Company (designação original da que viria a ser a Mobil e que foi a primeira distribuidora de combustível automóvel a operar em Portugal). O ACP focou-se na promoção da sinalização turística, notabilizando-se especialmente pela colocação de placas de identificação de localidades, muitas das quais ainda hoje preservadas. Estas placas eram feitas de azulejos e colocadas na parede transversal à estrada do primeiro edifício de cada povoação, indicando o seu nome e estando encimadas pelo monograma do ACP. A Vacuum Oil Company, além de sinalização de informação turística, patrocinou também a colocação de milhares de sinais de perigo e de regulamentação ao longo das vias portuguesas, os quais eram normalmente feitos em chapa metálica esmaltada e incluíam publicidade ao patrocinador.

### Período de 1926 a 1932
Em 1926, realizou-se em Paris outra conferência com o fim de examinar as modificações à Convenção Internacional Relativa à Circulação de Automóveis. Da conferência resultaram duas novas convenções internacionais, uma relativa à circulação geral por estradas e a outra relativa à circulação específica de automóveis, sendo Portugal signatário de ambas. A Convenção Internacional Relativa à Circulação de Automóveis de 1926 modificou os modelos de sinais de perigo para uso nas estradas. Aos quatro sinais de perigo previstos em 1909, foi acrescentado o sinal de passagem de nível sem guarda. Foram mantidos os mesmos pictogramas dos sinais já existentes, mas os mesmos passaram a ser colocados em placas de formato de triângulo equilátero, o qual ficaria doravante reservado para uso neste tipo de sinalização. Os sinais teriam uma dimensão mínima de 0,70 m de lado, passando a ser geralmente colocados a uma distância de entre 150 m e 250 m do local de perigo assinalado. Quando as condições meteorológicas do local não fossem favoráveis à colocação daqueles sinais, os mesmos poderiam ser substituídos por um sinal geral de perigo, o qual consistia numa placa triangular vazada ao centro, sem indicação da natureza do perigo assinalado e que poderia medir apenas 0,46 m de lado.
A 30 de janeiro de 1928, através do Decreto nº. 14 988, foi aprovado o primeiro Código da Estrada de Portugal, que pouco depois, viria a ser modificado, completado e republicado através do Decreto n.º 15 536 de 31 de maio do mesmo ano. O Código da Estrada - no seu Artigo 22º (Sinalização de obstáculos) e correspondente Anexo A - incluía a primeira regulamentação legal, especificamente nacional, de sinalização de trânsito. Os sinais previstos eram exatamente os seis que constavam da Convenção Internacional de 1926, prevendo-se a sua colocação em postes à distância de 150 m dos obstáculos assinalados. Ao sinal geral de perigo era dado o significado de "Atenção afrouxar". Os sinais tinham os pictogramas brancos sobre fundo preto, exceto o sinal de atenção afrouxar cuja borda seria vermelha.

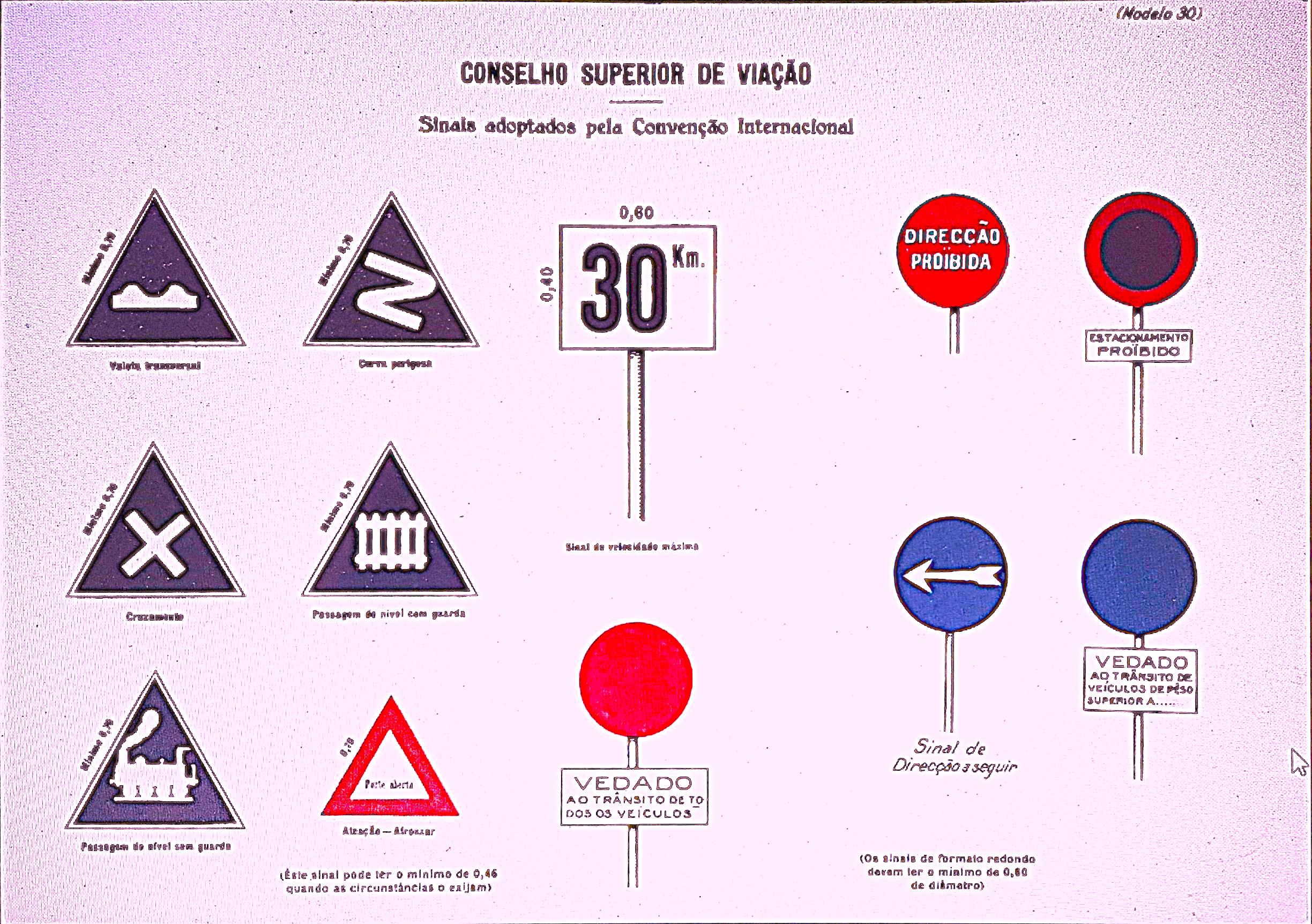
Sinais de trânsito constantes do Regulamento para a execução do Código da Estrada, publicado em 1931.

Entretanto, a Comissão Permanente de Tráfego Rodoviário da Sociedade das Nações propôs que - aos seis sinais de perigo já constantes da Convenção Internacional de 1926 - fosse acrescentado um conjunto de sinais de regulamentação, destinados a serem empregues essencialmente dentro das localidades. Estes incluíam sinais de interdição de passagem e outros sinais de regulação. Os primeiros consistiam numa placa circular de fundo vermelho simples (indicando trânsito interdito a todos os veículos) ou contendo um pictograma branco (indicando trânsito interdito ao tipo de veículo ou meio de locomoção correspondente ao pictograma: automóveis, camiões, motocicletas, ciclistas ou cavaleiros). Todos estes sinais seriam complementados por painéis adicionais contendo a indicação da interdição em texto. Em locais cujas condições meteorológicas não fossem favoráveis à colocação de sinais inteiriços, aqueles seriam substituídos por um sinal especial redondo, vermelho e vazado ao centro, sendo a interdição específica identificada no painel adicional colocado sob o sinal, onde também seria colocado o pictograma correspondente. Nos outros sinais de regulamentação incluíam-se o de sentido proibido (com dois modelos alternativos, ambos redondos e de fundo vermelho, mas um contendo a mensagem de proibição em letras brancas e o outro uma barra horizontal branca), o de direção a seguir (redondo de fundo azul e contendo uma seta branca), o de parqueamento autorizado (redondo de fundo azul e contendo a letra "P" branca), o de estacionamento interdito (redondo de fundo azul, com uma borda vermelha) e o de interdição a certos tipos de veículos (redondo de fundo azul, tendo a indicação dos veículos num painel adicional sob o mesmo).
Face ao acelerado desenvolvimento da viação automóvel em Portugal, observou-se que o Código da Estrada de 1928 tinha ficado rapidamente desatualizado, sendo substituído por um novo, publicado em 1930. No que diz respeito à sinalização das estradas, o novo código já não se limitava a prever meramente a sinalização de obstáculos nas estradas, mas também previa também a colocação de sinais que indicassem as normas do trânsito dentro das diversas localidades. Os modelos de sinais a colocar nas vias já não constavam do próprio Código da Estrada, mas sim do seu regulamento, que constaria de um diploma legal separado, publicado em 1931, na forma do Decreto n.º 19 545. O referido regulamento incluía - além dos seis sinais de perigo já previstos em 1928 - também seis sinais regulamentares baseados em alguns dos novos propostos pela Comissão Permanente de Tráfego Rodoviário da Sociedade das Nações, que eram os seguintes: vedado ao trânsito de todos os veículos (ou seja "trânsito proibido"), direção proibida (ou seja "sentido proibido"), direção a seguir (ou seja "sentido obrigatório"), vedado ao trânsito de determinados veículos e velocidade máxima permitida. Os sinais regulamentares seriam de formato redondo, com um diâmetro mínimo de 0,60 m, exceto o sinal de indicação de velocidade máxima que seria retangular com as dimensões de 0,40 m x 0,60 m.
Na década de 1930, a recém-criada Junta Autónoma de Estradas (JAE) assume a responsabilidade pela sinalização das estradas nacionais, a qual passa assim a estar a cargo da entidade pública que geria a rede rodoviária e a fazer parte integrante das suas funções normais de construção, reconstrução e manutenção das vias públicas. A JAE irá dar uma atenção especial à qualidade da sinalização das estradas, nas suas várias vertentes (perigo, regulamentação, informação e orientação), que passa a ter um elevado grau de padronização em toda a rede rodoviária nacional. Na sequência do 1º Congresso Nacional de Estradas - realizado no Instituto Superior Técnico em 1931 - a sinalização instalada pela JAE passará a ser executada maioritariamente em betão armado.

### Período de 1932 a 1954
Sob a égide da Sociedade das Nações, em 1931, foi assinada em Genebra a Convenção sob a Uniformização da Sinalização das Estradas. Portugal não foi um dos países signatários desta convenção, mas viria a aderir à mesma em 1932. A nova convenção dedicou-se exclusivamente à sinalização de trânsito e já não se limitava a estabelecer um pequeno conjunto de sinais alertando para os perigos e regras mais comuns, mas visava a implementação de um sistema abrangente e uniforme de sinalização, que incluía sinais de perigo, sinais indicando prescrições absolutas e sinais contendo simples indicações. Como sinais de perigo mantiveram-se seis que haviam sido aprovados pela Convenção Internacional de 1926 (incluindo o sinal geral de perigo, vazado ao centro), aos quais foram acrescentados um sinal indicando outros perigos (cujo pictograma era uma barra vertical) e outro indicando cedência de prioridade de passagem (de formato triangular, mas com o vértice para baixo). No que diz respeito ao sinais de indicando prescrições absolutas, os mesmos deveriam ser de forma circular e subdividiam-se em sinais proibição e sinais indicando uma obrigação a executar. Os modelos adotados então para os sinais deste tipo estão na base dos sinais análogos ainda hoje em vigor. Os 10 sinais de proibição eram geralmente constituídos por um disco encarnado, com a parte central circular de cor branca (podendo os países alternativamente, adotar a amarela clara), a qual poderia conter pictogramas ou inscrições indicando a que se referia a proibição. O sinal de sentido ou entrada proibida era encarnado com uma barra branca horizontal e o de proibido estacionar tinha a parte central de cor azul e atravessada por uma barra diagonal vermelha. Os sinais de obrigação eram apenas dois: o de sentido obrigatório (de fundo azul, com uma seta branca, sendo que os países poderiam adotar outras cores, desde que a cor encarnada não fosse predominante e que a seta não fosse encarnada sobre fundo azul) e o de paragem na proximidade de posto alfandegário (disco encarnado com a parte central branca ou amarela clara com uma barra horizontal de cor escura, com a palavra "Alfândega" escrita nas línguas nacionais dos dois países limítrofes ou, pelo menos, na língua do país onde o sinal estivesse colocado). Por fim, os sinais contendo uma simples indicação deveriam ser de forma geralmente retangular e -ainda que nos exemplos apresentados tivessem a cor azul como predominante e fosse dada preferência à mesma - a escolha das cores seria totalmente facultativa, desde que a encarnada não fosse preponderante. Estes sinais eram seis: o de parque autorizado (placa retangular, preferencialmente azul, contendo a letra "P"), de prudência (retângulo de fundo de cor escura, contendo um triângulo equilátero de cor branca ou amarela clara, no qual se poderia colocar uma inscrição ou figura para precisar o seu significado), indicando o local de um posto de socorros (retângulo de cor escura em que o lado horizontal mede 2/3 do lado vertical, rodeado de uma tarja branca, tendo ao centro um quadrado branco contendo uma cruz vermelha ou um crescente vermelho), de localidades e de orientação (o sinal de localidade deveria ser retangular e indicar a mesma, o sinal de direção deveria ser em ponta de seta, indicando a localidade e eventualmente a distância à mesma).
Apesar das variações permitidas pela Convenção sob a Uniformização da Sinalização das Estradas, Portugal em geral adotou exatamente os modelos de sinais exemplificados no Anexo daquela, nomeadamente a cor branca para a parte central dos sinais de proibição e a cor azul de fundo para os sinais de simples indicação. Posteriormente, foram feitos acrescentos e adaptações à sinalização prevista pela Convenção. Assim, em 1939 e na sequência da correspondente adição feita ao Anexo da Convenção, seriam introduzidos em Portugal os novos sinais de proibição de ultrapassagem e de sinais sonoros, bem como seria adotado o sistema tricolor (vermelho, amarelo e verde) para a sinalização luminosa mecânica nos cruzamentos de estradas em zonas urbanas.
Em 1949 e por iniciativa do Conselho Económico e Social das Nações Unidas, reuniu em Genebra uma conferência intergovernamental, com o objetivo de rever e substituir as convenções internacionais relativas à Circulação Automóvel e à Circulação por Estrada de 1926, bem como a Convenção Internacional sobre a Unificação da Sinalização das Estradas de 1931. Da referida conferência, resultou a Convenção Internacional sobre Circulação Rodoviária. Verificou-se contudo que não era possível chegar a um acordo relativo à criação de um sistema uniforme de sinalização que pudesse ser aceite por todos os países do mundo. Como tal e enquanto não fosse possível alcançar um acordo entre todos os países, foi elaborado o Protocolo Relativo à Sinalização Rodoviária, de caráter transitório, que seria aberto à assinatura ou posterior adesão do países interessados em adotá-lo. Não sendo ainda sequer membro das Nações Unidas nesta época, Portugal não foi um dos signatários da Convenção Internacional de 1949 nem do seu protocolo adicional e ainda demoraria alguns anos até aderir aos mesmos. O Protocolo de 1949 define um sistema internacional de sinalização rodoviária compreendendo: sinais de perigo, sinais contendo prescrições absolutas (subdivididos em sinais de proibição e sinais de obrigação), sinais contendo uma simples indicação (subdivididos em sinais de informação, sinais indicadores de pré-sinalização e de direção e sinais de identificação de localidades e de estradas). Para além disso, também trouxe a novidade de introduzir a sinalização por marcas no pavimento e por dispositivos refletores. Relativamente aos sinais luminosos, o Protocolo admitia tanto o uso do sistema tricolor (vermelho, amarelo e verde) como do bicolor (vermelho e verde). A forma dos sinais verticais seria diferente para cada categoria e, em regra, as cores neles utilizadas deveriam ser obrigatoriamente as indicadas no Protocolo, já não sendo possíveis variações como as permitidas na Convenção de 1931. Os sinais de perigo passaram a ser obrigatoriamente orlados de vermelho, mantendo o formato triangular. Os sinais de prescrição absoluta e de informação seguiam os modelos dos sinais correspondentes da Convenção de 1931, tendo no entanto alguns daqueles sido substituídos por novos modelos (como o caso do sinal de proibição de estacionar), tendo sido acrescentados novos sinais (como os fim de limitação de velocidade, de paragem no cruzamento (sinal de "stop"), de pista obrigatória para ciclistas e de estrada com prioridade) e tendo sido eliminados alguns (como o de proibição de formar parque). No que diz respeito às características dos sinais de pré-sinalização, de direção e de identificação de localidades e estradas, o Protocolo dava maior liberdade de escolha aos diferentes países, limitando-se a definir que deveriam ter dimensões suficientes para que as suas indicações fossem bem compreendidas pelos condutores de veículos circulando a alta velocidade, que fossem retangulares (exceto os sinais de direção que deveriam ter o formato de seta) e que tivessem as inscrições de cor escura sobre fundo claro ou de cor clara sobre fundo escuro. A maior alteração ocorreu nos sinais de perigo que continuaram a ter um formato triangular com os pictogramas indicativos do perigo específico ao centro, mas passaram a ter obrigatoriamente a ter a cor de fundo branca ou amarela clara e a serem orlados de vermelho.

### Período de 1954 a 1959

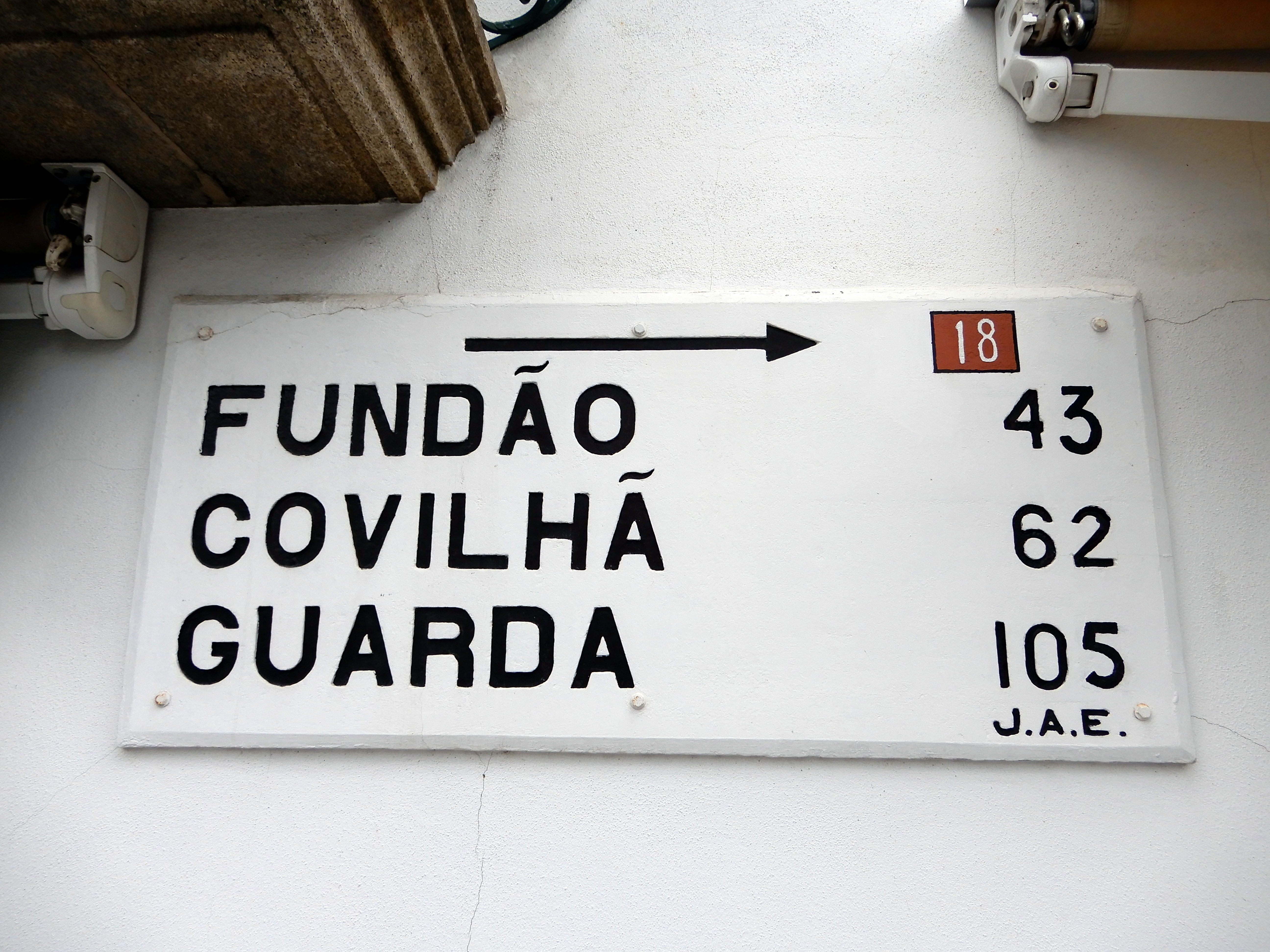
Placa de direção retangular do modelo constante do Regulamento do Código da Estrada de 1954 e descontinuado em 1959. Estas placas incluíam o número da estrada inscrito num painel cuja cor indicava a respetiva classe. Exemplar colocado pela JAE e preservado em Castelo Branco no itinerário da antiga Estrada Nacional n.º 18.

Em 1954, é publicado em Portugal um novo Código da Estrada, o qual - com alterações sucessivas ao longo dos anos - irá manter-se em vigor durante 40 anos. No mesmo ano e acompanhando o novo Código da Estrada, é também publicado o novo Regulamento do Código da Estrada, através do Decreto n.º 39 987. Muito mais abrangente que o regulamento de 1931, o Regulamento do Código da Estrada de 1954, incorpora já não uma mera lista de sinais, mas uma completa regulamentação da sinalização, a qual consta do seus Capítulo I e quadros anexos. A sinalização de trânsito aparece subdividida em sinais dos agentes reguladores de trânsito, sinais luminosos, sinais gráficos, sinais marcados no pavimento e sinais dos condutores. Por sua vez, os sinais gráficos compreendem: sinais de perigo, de regulamentação (subdivididos em sinais de proibição e de obrigação), de orientação e de informação. Apesar de Portugal não ter então ainda aderido ao Protocolo de 1949, muitas dos seus preceitos foram incluídos na regulamentação sinalização constante do Regulamento do Código da Estrada. Como exemplos, todos os sinais de perigo passaram a conter uma orla vermelha, foram introduzidos novos sinais de perigo, de proibição (incluindo o de paragem obrigatória - sinal de "stop"), de obrigação e de informação e foram eliminados outros (como o sinal de perigo geral, vazado ao centro). Nalguns casos contudo, a regulamentação portuguesa manteve-se divergente do Protocolo de 1949, como foram os casos da não adoção dos novos sinais de proibição de ultrapassar (mantendo em vigor o modelo adotado 1939, com duas setas pretas e uma barra vertical vermelha), de fim de limitação de velocidade e de indicação de estrada com prioridade, bem como da adoção de sinais não previstos naquele protocolo, como os de trânsito proibido a animais e a veículos de tração animal. Foi criado um sistema de sinalização de orientação (equivalente aos sinais de pré-sinalização e direção e de identificação de localidades e estradas do Protocolo de 1949), que incluía os sinais de pré-aviso, as placas e as setas de direção e os sinais de identificação de estradas, de localidades e de cursos de água, os quais passaram a conter caracteres pretos sobre fundo branco, prevendo-se pudessem também conter símbolos associados quando indicassem locais de interesse turístico.

### Período de 1959 a 1968

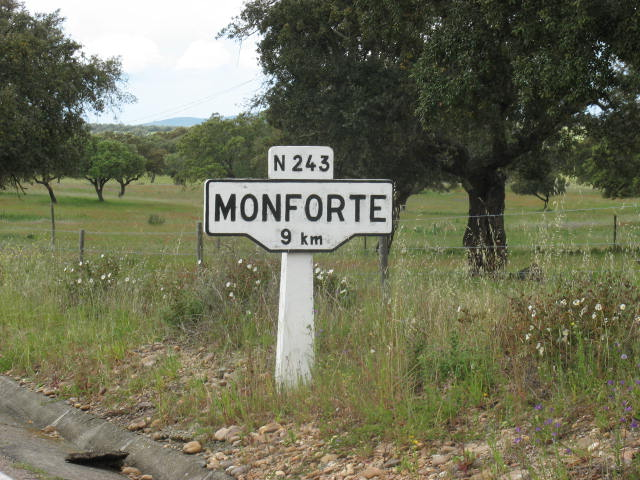
Sinal 92 - Identificação de estrada, segundo o modelo constante do Regulamento do Código da Estrada entre as suas revisões de 1959 e de 1994, o qual resultou de um pequeno ajuste ao sinal análogo introduzido em 1954. Exemplar feito em betão armado, colocado pela JAE e preservado na antiga Estrada Nacional n.º 243.

Em 1956, Portugal aderiu formalmente à Convenção Internacional sobre Circulação Rodoviária de 1949, bem como ao seu Protocolo Relativo à Sinalização Rodoviária. Na sequência dessa adesão, bem como da adesão ao Acordo Europeu sobre Marcas Rodoviária de 1957, foi sentida a necessidade de se proceder à revisão do sistema de sinais de trânsito em vigor no país, para tal sendo revisto o Código da Estrada em 1959. De acordo com a revisão, o sinais gráficos passaram a compreender os sinais verticais e os sinais marcados no pavimento. A estrutura do sistema de sinais verticais a colocar nas vias públicas foi realinhada com a estrutura constante do Protocolo de 1949, passando então a compreender: sinais de perigo, de prescrição absoluta (os anteriormente denominados "sinais de regulamentação", continuando a subdividir-se em sinais de proibição e de obrigação) e de simples indicação (agregando os anteriormente separados sinais de orientação e de informação, passando a subdividir-se em sinais de informação, de pré-sinalização e direção e de identificação de localidades e estradas). Todos os sinais verticais passaram a ser identificados, já não só pela simples descrição do seu significado, mas também por um número individual e sequencial, que ia do sinal 1 - Lomba ou valeta até ao sinal 93 - Identificação de grande estrada de tráfego internacional. O modelo de sinal de proibição de ultrapassar introduzido em 1939 foi substituído pelo modelo constante do Protocolo de 1949, sendo o grafismo da maioria dos outros sinais também ajustado para seguir mais de perto o dos modelos constantes daquele protocolo. Continuaram contudo a manter-se algumas divergências pontuais entre o sistema português de sinalização vertical e o previsto pelo Protocolo de 1949, como a não adoção por aquele do sinal de estrada com prioridade. No que diz respeito aos "sinais de orientação" (termo que continuou a ser usado como referência ao conjunto formado pelos sinais de pré-aviso e direção e de identificação de localidades e estradas), o seu grafismo e morfologia foram ligeiramente ajustados, foi especificada a lista de símbolos turísticos passíveis de ser colocados nos mesmos e foram eliminadas as tradicionais placas de direção retangulares (passando doravante a existir apenas as setas de direção), bem como os sinais de identificação de cursos de água.

### Período de 1968 a 1994
O sistema de sinalização vertical foi sendo revisto ao longo dos anos, com a alteração de alguns sinais e com a introdução de outros novos. Assim, numa altura em que estava em estudo a revisão do Código da Estrada, do respetivo regulamento e da sinalização nele incluída e em que decorreriam já trabalhos preparatórios para a revisão da Convenção Internacional de 1949, através da Portaria n.º 23 429 de 11 de julho de 1968 foram introduzidos uma série de novos sinais de perigo, de obrigação e de informação. Estes novos sinais seguiam já os modelos que seriam internacionalmente adotados daí a poucos meses em Viena e eram identificados por uma letra (correspondendo à classe do sinal) e um número.
O rápido desenvolvimento do trânsito rodoviário internacional, fez sentir a necessidade da revisão da Convenção Internacional de Genebra e do seu protocolo sobre sinalização de 1949. Assim, entre 7 de outubro e 8 de novembro de 1968, sob a égide do Conselho Económico e Social das Nações Unidas, é realizada uma convenção em Viena da qual resulta uma nova Convenção Internacional sobre Circulação Rodoviária, bem como uma Convenção Internacional sobre Sinalização Rodoviária. Esta última foi o culminar de cerca de 60 anos de esforços para uniformizar internacionalmente a sinalização de trânsito, mantendo-se ainda hoje em vigor. Portugal foi um dos signatários da Convenção Internacional sobre Sinalização Rodoviária, não apresentando quaisquer declarações ou reservas a aspetos da mesma, mas só a viria a ratificar em 2009. O sistema de sinalização previsto tentou ser o mais universal possível, possibilitando a adoção de sinais de cores e formatos diferentes dos tradicionalmente privilegiados pela maioria dos países da Europa continental. Como exemplo, a Convenção de 1968 permitiu que os sinais de perigo fossem do formato de diamante (formato Ab) utilizado nos países cujo sistema de sinalização segue ou é influenciado pelo MUTCD (norma de sinalização rodoviária dos EUA), em alternativa ao formato triangular (formato Aa). O sistema de sinalização previsto compreendia sinais verticais, sinais luminosos de circulação e marcas rodoviárias, além da sinalização especial de obras, de limites de faixas de rodagem e de passagens de nível.
Em 1971, foi elaborado em Genebra o Acordo Europeu suplementar à Convenção Internacional sobre Sinalização Rodoviária. Este acordo visou esclarecer, complementar e em alguns casos substituir partes do texto da Convenção com o objetivo de criar regras de sinalização mais estritas para os países europeus. Como exemplos, o Acordo Europeu especificava que o formato dos sinais de aviso, a serem usados nos países signatários, deveria obrigatoriamente ser o Aa (triangular) e que o modelo de sinal de "stop" deveria ser o B.2a (de formato octogonal). O acordo também introduziu alguns sinais não previstos pela Convenção, como foi o caso do sinal informando da existência de estação de rádio transmitindo informações de trânsito. Em 1973, foi ainda elaborado um protocolo sobre marcas rodoviárias, adicional ao Acordo Europeu. Entre outros aspetos, este protocolo especificava que a cor das marcas rodoviárias deveria ser normalmente a branca, sendo contudo usada a amarela para assinalar a proibição de parar ou estacionar e a azul para assinalar locais com parqueamento sujeito a certas condições ou restrições.
Apesar de Portugal não ser signatário nem do Acordo Europeu nem do protocolo adicional sobre marcas rodoviárias, adotou em geral as prescrições de ambos. Assim, ainda em 1971, Portugal adotou o novo sinal de paragem obrigatória no cruzamento ou entroncamento (sinal de "stop") de formato octogonal, em substituição do antigo sinal de formato redondo. Em 1976, foram também adotadas as disposições do protocolo sobre marcas rodoviárias, adicional ao Acordo Europeu. Relativamente à obrigatoriedade da generalidade das marcas serem de cor branca e apesar dessa disposição já estar prevista, a nível nacional, na própria versão original do Regulamento do Código da Estrada de 1954, verificava-se contudo que a maioria das estradas portuguesas se encontrava marcada com linhas longitudinais de cor amarela, sendo-lhes portanto transitoriamente dada equivalência às de cor branca, até as mesmas poderem ser substituídas pela marcação a branco, o que deveria ser concluído até final de 1979.

## Lista de sinais

### Sinais de perigo

A1a - Curva à direita: indicação da existência de uma curva perigosa à direita
A1b - Curva à esquerda: indicação da existência de uma curva perigosa à esquerda
A1c - Curva à direita e contracurva: indicação da proximidade de uma sucessão de curvas perigosas, sendo a primeira à direita;
A1d - Curva à esquerda e contracurva: indicação da proximidade de uma sucessão de curvas perigosas, sendo a primeira à esquerda;
A2a - Lomba: indicação de um troço de via ou ponte com deformação convexa no pavimento
A2b - Depressão: indicação de um troço de via ou ponte com deformação côncava no pavimento;
A2c — Lomba ou depressão: indicação de estrada ou troço de via em que existe deformação acentuada do pavimento
A3a - Descida perigosa: indicação de descida de inclinação acentuada ou que, por quaisquer outras circunstâncias, constitui perigo para o trânsito; em inscrição é indicada a inclinação da descida, em percentagem;
A3b - Subida de inclinação acentuada: indicação de subida com inclinação acentuada; em inscrição é indicada a inclinação da subida, em percentagem
A4a - Passagem estreita: indicação de um estreitamento da via em ambos os lados
A4b - Passagem estreita: indicação de um estreitamento da via à esquerda
A4c - Passagem estreita: indicação de um estreitamento da via à direita
A5 - Pavimento escorregadio: indicação de um troço cujo pavimento, em certas condições, pode tornar-se escorregadio
A6 - Projeção de gravilha: indicação da proximidade de um troço de via em que existe o risco de projeção de gravilha
A7a - Bermas baixas: indicação de um troço de via com bermas baixas do lado direito
A7b - Bermas baixas: indicação de um troço de via com bermas baixas do lado esquerdo;
A8 - Saída num cais ou precipício: indicação de que a via vai terminar num cais ou precipício
A9 - Queda de pedras: indicação da proximidade de um local onde há perigo de ocorrência de queda de pedras
A10 - Ponte móvel: indicação da proximidade de um local onde existe uma ponte móvel que, quando levantada, interrompe temporariamente a circulação
A11 - Neve ou gelo: indicação de um troço de via em que o pavimento pode tornar-se escorregadio devido à possibilidade de ocorrência de neve ou gelo;
A12 - Vento lateral: indicação da proximidade de um troço de via em que é frequente a ação de vento lateral bastante intenso; a orientação do símbolo representado no sinal indica o sentido predominante do vento;
A13 - Visibilidade insuficiente: indicação da proximidade de um troço de via pública onde podem existir condições meteorológicas ou ambientais que tornem a visibilidade insuficiente, nomeadamente em caso de nevoeiro, chuva intensa, queda de neve ou nuvens de fumo ou pó
A14 - Crianças: indicação de um lugar frequentado por crianças, como escola, parque de jogos ou outro similar;
A15 - Idosos: indicação de um lugar frequentado por idosos, como lar, jardim, parque ou outro similar;
A16a - Passagem de peões: indicação da aproximação de uma passagem de peões;
A16b - Travessia de peões: indicação de que podem ser encontrados peões a atravessar a faixa de rodagem
A17 - Saída de ciclistas: indicação da proximidade de um local frequentemente utilizado por ciclistas que pretendem entrar na via pública ou atravessá-la;
A18 - Cavaleiros: indicação da proximidade de um local frequentemente utilizado por cavaleiros que pretendem entrar na via pública ou atravessá-la;
A19a - Animais: indicação de um troço de via em que podem ser encontrados animais sem condutor;
A19b - Animais selvagens: indicação de que a via pode ser atravessada por animais selvagens;
A20 - Túnel: indicação da proximidade de um túnel;
A21 - Pista de aviação: indicação da aproximação de um local em que a via pode ser sobrevoada, a baixa altitude, por aviões que tenham descolado ou que vão aterrar numa pista próxima
A22 - Sinalização luminosa: indicação da proximidade de um local em que o trânsito é regulado por sinalização luminosa; este sinal só deve ser usado em locais em que não seja de prever, por parte dos condutores, a existência daquele tipo de sinalização;
A23 - Trabalhos na via: indicação da existência de obras ou obstáculos na via;
A24 - Cruzamento ou entroncamento: indicação da proximidade de um cruzamento ou entroncamento onde vigora a regra geral da prioridade à direita; este sinal só excepcionalmente pode ser usado no interior das localidades;
A25 - Trânsito nos dois sentidos: indicação de que a via em que o trânsito se faz apenas num sentido passa a servir o trânsito nos dois sentidos
A26 - Passagem de nível com guarda: indicação da proximidade de uma passagem de nível com cancelas ou barreiras;
A27 - Passagem de nível sem guarda: indicação da proximidade de uma passagem de nível sem cancelas ou barreiras, com ou sem sinalização automática; além deste sinal, na proximidade imediata da via férrea deve ser colocado o sinal A32a ou A32b;
A28 - Intersecção com via onde circulam veículos sobre carris: indicação de cruzamento ou entroncamento com via em que transitam veículos sobre carris. Este sinal não deve ser utilizado nas passagens de nível
A29 - Outros perigos :indicação de um perigo diferente de qualquer dos indicados nos sinais anteriores;
A30 - Congestionamento: indicação da proximidade de um troço de via com elevado volume de trânsito
A31 - Obstrução da via: indicação da proximidade de um troço de via pública onde a circulação se encontra obstruída por veículos
A32a - Local de passagem de nível sem guarda (referida também como "cruz de Santo André"): indicação de local de passagem de nível sem cancelas ou barreiras;
A32b  - Local de passagem de nível sem guarda com duas ou mais vias: indicação de passagem de nível sem cancelas ou barreiras quando existam duas ou mais vias férreas

### Sinais de cedência de passagem

B1 — Cedência de passagem: indicação de que o condutor deve ceder passagem a todos os veículos que transitem na via de que se aproxima
B2 — Paragem obrigatória no cruzamento ou entroncamento (coloquialmente referido como "sinal de stop"): indicação de que o condutor é obrigado a parar antes de entrar no cruzamento ou entroncamento junto do qual o sinal se encontra colocado e ceder a passagem a todos os veículos que transitem na via em que vai entrar
B3 — Via com prioridade: indicação de que os condutores que circulam na via em que o sinal se encontra colocado têm prioridade de passagem nos sucessivos cruzamentos e entroncamentos
B4 — Fim de via com prioridade: indicação de que a partir do local em que o sinal está colocado a via deixa de ter prioridade
B5 — Cedência de passagem nos estreitamentos da faixa de rodagem: indicação da obrigação de ceder a passagem aos veículos que transitem em sentido contrário
B6 — Prioridade nos estreitamentos da faixa de rodagem: indicação de que o condutor tem prioridade de passagem sobre os veículos que transitam em sentido contrário
B7 — Aproximação de rotunda: indicação da proximidade de uma praça formada por cruzamento ou entroncamento, onde o trânsito se processa em sentido giratório
B8 — Cruzamento com via sem prioridade: indicação de cruzamento com via em que os condutores que nela transitem devem ceder passagem
B9a — Entroncamento com via sem prioridade à esquerda: indicação de entroncamento com via em que os condutores que nela transitem devem ceder passagem
B9b — Entroncamento com via sem prioridade à direita: indicação de entroncamento com via em que os condutores que nela transitem devem ceder passagem
B9c — Confluência sem prioridade à esquerda: indicação de entroncamento com via em que os condutores que nela transitem devem ceder passagem
B9d — Confluência sem prioridade à direita: indicação de entroncamento com via em que os condutores que nela transitem devem ceder passagem

### Sinais de proibição

C1 - Sentido proibido: indicação da proibição de transitar no sentido para o qual o sinal está orientado
C2 — Trânsito proibido: indicação da proibição de transitar em ambos os sentidos
C3a — Trânsito proibido a automóveis e motociclos com carro: indicação de acesso interdito a automóveis ligeiros, pesados e motociclos com carro
C3b — Trânsito proibido a automóveis pesados: indicação de acesso interdito a automóveis pesados
C3c — Trânsito proibido a automóveis de mercadorias: indicação de acesso interdito a automóveis ligeiros e pesados de mercadorias
C3d — Trânsito proibido a automóveis de mercadorias de peso total superior a (3,5) t: indicação de acesso interdito a automóveis de mercadorias com peso total superior ao indicado no sinal (no exemplo: 3,5 t)
C3e — Trânsito proibido a motociclos simples: indicação de acesso interdito a motociclos simples
C3f — Trânsito proibido a ciclomotores: indicação de acesso interdito a ciclomotores e a quadriciclos ligeiros
C3g — Trânsito proibido a velocípedes: indicação de acesso interdito a velocípedes
C3h — Trânsito proibido a veículos agrícolas: indicação de acesso interdito a veículos agrícolas
C3i — Trânsito proibido a veículos de tração animal: indicação de acesso interdito a veículos de tração anima
C3j — Trânsito proibido a carros de mão: indicação de acesso interdito a carros conduzidos à mão
C3l — Trânsito proibido a peões: indicação da proibição do trânsito de peões
C3m — Trânsito proibido a cavaleiros: indicação de acesso interdito a cavaleiros
C3n — Trânsito proibido a veículos com reboque: indicação de acesso interdito a veículos a motor com reboque; esta proibição pode restringir -se aos veículos cujo reboque tenha um peso total superior ao que se indicar, a cor branca, sobre o símbolo ou em painel adicional
C3o — Trânsito proibido a veículos com reboque de dois ou mais eixos: indicação de acesso interdito a veículos a motor com reboque de dois ou mais eixos; esta proibição pode restringir-se aos veículos cujo reboque tenha um peso total superior ao que se indicar (no exemplo: 2t), a cor branca, sobre o símbolo ou em painel adicional
C3p — Trânsito proibido a veículos transportando mercadorias perigosas: indicação de acesso interdito a veículos que procedam ao transporte de mercadorias perigosas para as quais é obrigatória sinalização especial
C3q — Trânsito proibido a veículos transportando produtos facilmente inflamáveis ou explosivos: indicação de acesso interdito a veículos transportando produtos facilmente inflamáveis ou explosivos. Esta proibição pode restringir -se aos veículos que transportem mais de uma certa quantidade daqueles produtos, indicada em painel adicional
C3r — Trânsito proibido a veículos transportando produtos suscetíveis de poluírem as águas: indicação de acesso interdito a veículos transportando produtos suscetíveis de poluírem as águas. Esta proibição pode restringir -se aos veículos que transportem mais de uma certa quantidade daqueles produtos, indicada em painel adicional
C4a — Trânsito proibido a automóveis e motociclos: indicação de acesso interdito a automóveis e motociclos
C4b — Trânsito proibido a automóveis de mercadorias e a veículos a motor com reboque: indicação de acesso interdito a automóveis de mercadorias, bem como a veículos a motor com reboque
C4c — Trânsito proibido a automóveis, a motociclos e a veículos de tração animal: indicação de acesso interdito a automóveis, a motociclos e a veículos de tração animal
C4d — Trânsito proibido a automóveis de mercadorias e a veículos de tração animal: indicação de acesso interdito a todos os automóveis de mercadorias e a veículos de tração animal
C4e — Trânsito proibido a peões, a animais e a veículos que não sejam automóveis ou motociclos: indicação de acesso interdito a peões, animais, veículos de tração animal, velocípedes, ciclomotores, motociclos e triciclos de cilindrada não superior a 50 cm3, quadriciclos, veículos agrícolas, comboios turísticos, bem como a veículos ou conjuntos de veículos insuscetíveis de atingir em patamar velocidade superior a 60 km/h ou aos quais tenha sido fixada velocidade máxima igual ou inferior àquele valor
C4f — Trânsito proibido a veículos de duas rodas: indicação de acesso interdito a todos os veículos com duas rodas
C5 — Trânsito proibido a veículos de peso por eixo superior a (2,5) t: indicação de acesso interdito a veículos com peso por eixo superior ao indicado no sinal (exemplo: 2,5 t);
C6 — Trânsito proibido a veículos de peso total superior a (5,5) t: indicação de acesso interdito a veículos ou conjunto de veículos com peso total superior ao indicado no sinal (exemplo: 5,5 t)
C7 — Trânsito proibido a veículos ou conjunto de veículos de comprimento superior a (10) m: indicação de acesso interdito a veículos cujo comprimento seja superior ao indicado no sinal (exemplo: 10 m);
C8 — Trânsito proibido a veículos de largura superior a (2) m: indicação de acesso interdito a veículos cuja largura seja superior à indicada no sinal (exemplo: 2 m)
C9 — Trânsito proibido a veículos de altura superior a (3,5) m: indicação de acesso interdito a veículos cuja altura total seja superior à indicada no sinal (exemplo: 3,5 m);
C10 — Proibição de transitar a menos de (70) m do veículo precedente: indicação da proibição de transitar a uma distância do veículo precedente inferior à indicada no sinal (exemplo: 70 m)
C11a — Proibição de virar à direita: indicação da proibição de virar à direita na próxima intersecção;
C11b — Proibição de virar à esquerda: indicação da proibição de virar à esquerda na próxima intersecção
C12 — Proibição de inversão do sentido de marcha: indicação da proibição de efetuar a manobra de inversão do sentido de marcha
C13 — Proibição de exceder a velocidade máxima de (40) km/h: indicação da proibição de circular a velocidade superior à indicada no sinal (exemplo: 40 km/h
C14a — Proibição de ultrapassar: indicação de que é proibida a ultrapassagem de outros veículos, que não sejam velocípedes, ciclomotores de duas rodas ou motociclos de duas rodas sem carro lateral
C14b — Proibição de ultrapassar para automóveis pesados: indicação de que é proibida a ultrapassagem para todos os automóveis pesados
C14c — Proibição de ultrapassar para motociclos e ciclomotores: indicação de que é proibida a ultrapassagem para os motociclos, ciclomotores, triciclos, quadriciclos e velocípedes
C15 — Estacionamento proibido: indicação da proibição permanente de estacionar quaisquer veículos
C16 — Paragem e estacionamento proibidos: indicação da proibição permanente de parar ou estacionar quaisquer veículos
C17 — Proibição de sinais sonoros: indicação da proibição de utilizar sinais sonoros
C18 — Paragem obrigatória na alfândega: indicação de que o condutor é obrigado a parar no posto alfandegário de que se aproxima
C19 — Outras paragens obrigatórias: indicação de outras paragens obrigatórias cujo motivo consta da inscrição do sinal, designadamente «portagem» e «controlo de acesso» (exemplo: portagem)
C20a — Fim de todas as proibições impostas anteriormente por sinalização a veículos em marcha: indicação do local a partir do qual cessam todas as proibições anteriormente impostas por sinalização aos condutores de veículos em marcha
C20b — Fim da limitação de velocidade: indicação do local a partir do qual é permitido circular a velocidade superior à imposta pelo sinal C13
C20c — Fim da proibição de ultrapassar: indicação do local a partir do qual deixa de ser proibida a ultrapassagem imposta pelo sinal C14a
C20d — Fim da proibição de ultrapassar para automóveis pesados: indicação do local a partir do qual deixa de ser proibida a ultrapassagem para automóveis pesados imposta pelo sinal C14b
C20e — Fim da proibição de ultrapassar para motociclos e ciclomotores: indicação do local a partir do qual deixa de ser proibida a ultrapassagem imposta pelo sinal C14c
C21 — Fim da paragem ou estacionamento proibidos: indicação do local a partir do qual termina a proibição imposta pelos sinais C15 ou C16
C22 — Fim da proibição de sinais sonoros: indicação do local a partir do qual termina a proibição imposta pelo sinal C17

### Sinais de obrigação

D1a — Sentido obrigatório para a direita: indicação da obrigação de seguir no sentido indicado pela seta inscrita no sinal
D1b — Sentido obrigatório para a esquerda: indicação da obrigação de seguir no sentido indicado pela seta inscrita no sinal
D1c — Sentido obrigatório em frente, na próxima interseção: indicação da obrigação de seguir no sentido indicado pela seta inscrita no sinal na próxima interseção
D1d — Sentido obrigatório para a esquerda, na próxima interseção: indicação da obrigação de seguir no sentido indicado pela seta inscrita no sinal na próxima interseção
D1e — Sentido obrigatório para a direita, na próxima interseção: indicação da obrigação de seguir no sentido indicado pela seta inscrita no sinal na próxima intersecção
D2a — Sentidos obrigatórios possíveis (em frente e para a esquerda): indicação da obrigação de seguir por um dos sentidos indicados pelas setas inscritas no sinal
D2b — Sentidos obrigatórios possíveis (em frente e para a direita)s: indicação da obrigação de seguir por um dos sentidos indicados pelas setas inscritas no sinal
D2c — Sentidos obrigatórios possíveis (para a esquerda e para a direita): indicação da obrigação de seguir por um dos sentidos indicados pelas setas inscritas no sina
D3a — Obrigação de contornar a placa ou obstáculo pela direita: indicação da obrigação de contornar a placa ou obstáculo pelo lado indicado na seta inscrita no sinal;
D3b — Obrigação de contornar a placa ou obstáculo pela esquerda: indicação da obrigação de contornar a placa ou obstáculo pelo lado indicado na seta inscrita no sinal;
D4 — Rotunda: indicação da entrada numa rotunda, onde vigoram as regras de circulação próprias destas intersecções e onde o trânsito se deve efetuar em sentido giratório
D5a — Via obrigatória para automóveis de mercadorias: indicação da obrigação para todos os automóveis de mercadorias de circularem pela via de trânsito a que se refere o sinal; a inscrição do peso, em toneladas, em painel adicional, indica que a obrigação só se aplica quando o peso bruto do veículo ou conjunto de veículos for superior ao peso referido
D5b — Via obrigatória para automóveis pesados: indicação da obrigação para os automóveis pesados de circularem pela via de trânsito a que se refere o sina
D6 — Via reservada a veículos de transporte público: indicação de que a via está reservada apenas à circulação de veículos de transporte público regular de passageiros, táxis, veículos que transitem em missão de prestação de socorro ou de serviço urgente de interesse público, assinalando adequadamente a sua marcha, e veículos em missão de polícia
D7a — Pista obrigatória para velocípedes: indicação da obrigação de os velocípedes circularem pela pista que lhes é especialmente destinada
D7b — Pista obrigatória para peões: indicação de que os peões são obrigados a utilizar uma pista que lhes é especialmente destinada
D7c — Pista obrigatória para cavaleiros: indicação de que os cavaleiros são obrigados a utilizar uma pista que lhes é especialmente destinada
D7d — Pista obrigatória para gado em manada: indicação de que os condutores de gado em manada são obrigados a conduzi -lo por uma pista especialmente reservada para esse fim
D7e — Pista obrigatória para peões e velocípedes, sem separação entre os mesmos: indicação de que os peões, bem como os velocípedes, são obrigados a utilizar uma pista que lhes é especialmente destinada, devendo, para sinalizar esta pista, ser utilizado o sinal D7e ou D7f, consoante e respetivamente não exista ou exista separação entre as duas partes da pista destinadas ao trânsito de peões e ao de velocípedes
D7f — Pista obrigatória para peões e velocípedes, com separação entre os mesmos: indicação de que os peões, bem como os velocípedes, são obrigados a utilizar uma pista que lhes é especialmente destinada, devendo, para sinalizar esta pista, ser utilizado o sinal D7e ou D7f, consoante e respetivamente não exista ou exista separação entre as duas partes da pista destinadas ao trânsito de peões e ao de velocípedes
D8 — Obrigação de transitar à velocidade mínima de (30) km/h: indicação de que o condutor é obrigado a transitar a uma velocidade não inferior à indicada no sinal (exemplo: 30 km/h)
D9 — Obrigação de utilizar correntes de neve: indicação de que os veículos só podem transitar quando tenham colocadas correntes de neve em duas rodas motoras
D10 — Obrigação de utilizar as luzes de cruzamento (médios) acesas: indicação de que os veículos só podem transitar com os médios acesos
D11a — Fim da via obrigatória para automóveis de mercadorias: indicação de que terminou a via obrigatória para automóveis de mercadorias
D11b — Fim da via obrigatória para automóveis pesados: indicação de que terminou a via obrigatória para automóveis pesados
D12 — Fim da via reservada a veículos de transporte público: indicação de que terminou a via reservada a veículos de transporte público
D13a — Fim da pista obrigatória para velocípedes: indicação de que terminou a pista obrigatória para velocípedes
D13b — Fim da pista obrigatória para peões: indicação de que terminou a pista obrigatória para peões
D13c — Fim da pista obrigatória para cavaleiros: indicação de que terminou a pista obrigatória para cavaleiros
D13d — Fim da pista obrigatória para gado em manada: indicação de que terminou a pista obrigatória para gado em manada
D13e — Fim da pista obrigatória para peões e velocípedes (sem separação entre peões e velocípedes): indicação de que terminou a pista obrigatória para peões e velocípedes
D13f — Fim da pista obrigatória para peões e velocípedes (com separação entre peões e velocípedes) : indicação de que terminou a pista obrigatória para peões e velocípedes
Fim da obrigação de transitar à velocidade mínima de (30) km/h: indicação do local a partir do qual termina a obrigação imposta pelo sinal D8
D15 — Fim da obrigação de utilizar correntes de neve: indicação do local a partir do qual termina a obrigação imposta pelo sinal D9
D16 — Fim da obrigação de utilizar as luzes de cruzamento acesas: indicação do local a partir do qual termina a obrigação imposta pelo sinal D10

### Sinais de seleção e de afetação de vias

E1 — Destinos sobre o itinerário: indicação das vias de trânsito que devem ser utilizadas pelos veículos que vão seguir os destinos indicados no sinal
E2 — Destinos de saída: indicação do início de uma via de trânsito destinada aos veículos que vão utilizar uma saída
E3 — Sinal de seleção lateral: indicação das vias de trânsito que devem ser utilizadas pelos veículos que vão seguir os destinos indicados no sinal
F1a, F1b e F1c — Aplicação de prescrição a via de trânsito: indicação da aplicação de prescrições ou indicações a uma ou várias vias de trânsito, sendo o sinal representado sobre a seta indicativa da via a que se aplica (exemplo: trânsito proibido a veículos pesados na via da esquerda, proibido circular a mais de 80 km/h na via do meio e proibido circular a mais de 60 km/h na via da direita)
F2 — Via de trânsito reservada a veículos de transporte público: indicação de uma via de trânsito reservada a veículos de transporte público regular de passageiros, táxis, veículos que transitem em missão de prestação de socorro ou de serviço urgente de interesse público, assinalando adequadamente a sua marcha, e veículos em missão de polícia

### Sinais de zona

G1 — Zona de estacionamento autorizado: indicação de entrada numa zona em que o estacionamento é autorizado
G2a - Zona de estacionamento proibido (em qualquer período): indicação de entrada numa zona em que o estacionamento é proibido
G2b- Zona de estacionamento proibido (das 8h às 20h): indicação de entrada numa zona em que o estacionamento é proibido (no período indicado no sinal)
G3 — Zona de paragem e estacionamento proibidos: indicação de entrada numa zona em que a paragem e o estacionamento são proibidos
G4 — Zona de velocidade limitada (a 40 km/h): indicação de entrada numa zona em que a velocidade máxima está limitada à indicada no sinal (exemplo: 40 km/h)
G5a— Zona de trânsito proibido: indicação de entrada numa zona em que o trânsito é proibido a todos os veículos
G5b Zona de trânsito proibido (a veículos pesados de mercadorias): indicação de entrada numa zona em que o trânsito é proibido aos veículos representados no sinal (exemplo: veículos pesados de mercadorias)
G6 — Fim de zona de estacionamento autorizado: indicação de que terminou a zona em que o estacionamento era autorizado
G7a — Fim de zona de paragem e estacionamento proibidos: indicação de que terminou a zona em que a paragem e o estacionamento eram proibidos
G8 — Fim de zona de velocidade limitada (a 40 km/h): indicação de que terminou a limitação de velocidade imposta pelo sinal G4
G9 — Fim de todas as proibições impostas na zona: indicação de que terminaram todas as proibições anteriormente impostas na zona

### Sinais de informação

H1a — Estacionamento autorizado: indicação do local em que o estacionamento é autorizado
H1b — Estacionamento autorizado: indicação do local, em estrutura coberta, em que o estacionamento é autorizado
H2 — Hospital: indicação da existência de estabelecimento hospitalar e da conveniência de adotar as precauções correspondentes, nomeadamente a de evitar, tanto quanto possível, fazer ruído
H3 — Trânsito de sentido único: indicação de via em que o trânsito se faz apenas num sentido ou indicação de que terminou o troço de via em que o trânsito se fazia nos dois sentidos, anunciado pelo sinal A25 ou pelo sinal H31d
H4 — Via púbica sem saída: indicação de que a via pública não tem saída para veículos;
H5 — Correntes de neve recomendadas: indicação de que é aconselhado o uso de correntes de neve em duas rodas motoras
H6 — Velocidade recomendada: indicação da velocidade máxima a que o condutor é aconselhado a transitar (exemplo: 60 km/h)
H7 — Passagem para peões: indicação da localização de uma passagem para peões
H8a — Passagem desnivelada para peões (em rampa): indicação da localização da passagem desnivelada destinada ao trânsito de peões, em rampa
H8b — Passagem desnivelada para peões (em escada): indicação da localização da passagem desnivelada destinada ao trânsito de peões, em escada
H9 — Hospital com urgência médica: indicação da existência de um hospital com urgência médica permanente
H10 — Posto de socorros: indicação de um posto de primeiros socorros
H11 — Oficina: indicação de oficina de pequenas reparações
H12 — Telefone: indicação da existência de um telefone público
H13a — Posto de abastecimento de combustível: indicação da existência de um posto de abastecimento de combustível, situado à distância, em metros, indicada no sinal
H13b — Posto de abastecimento de combustível com tipo de combustível: indicação da existência de um posto de abastecimento de combustível com a indicação do tipo de combustível no sinal, situado à distância, em metros
H13a — Posto de abastecimento de combustível: indicação da existência de um posto de abastecimento de combustível, situado à distância, em metros, indicada no sinal (exemplo: 300 m)
H13b — Posto de abastecimento de combustível com tipo de combustível: indicação da existência de um posto de abastecimento de combustível com a indicação do tipo de combustível no sinal, situado à distância, em metros (exemplo: com combustível GPL, a 300 m)
H14a — Parque de campismo: indicação da existência de local em que é permitida a prática de campismo, situado à distância, em metros, indicada no sinal (exemplo: 300 m);
H14b — Parque de caravanismo: indicação da existência de local em que é permitida a prática de caravanismo, na direção da via de saída indicada pela seta
H14c — Parque misto para campismo e caravanismo: indicação da existência de local em que é permitida a prática de campismo e de caravanismo
H15 — Telefone de emergência: indicação da existência de um telefone de emergência, situado à distância, em metros, indicada no sinal (exemplo: 300 m)
H16a — Pousada: indicação da existência de uma pousada
H16b — Alojamento local: indicação da existência de um alojamento local
H16c — Pousada de juventude: indicação da existência de uma pousada de juventude
H17 — Empreendimento turístico: indicação da existência de um empreendimento turístico, nomeadamente hotel, aparthotel, aldeamento, resort ou turismo de habitação
H18 — Restaurante: indicação da existência de um restaurante
H19 — Café ou bar: indicação da existência de um café, bar ou estabelecimento similar
H20a — Paragem de veículos de transporte coletivo de passageiros: indicação do local destinado a paragem de veículos de transporte coletivo de passageiros, podendo conter a designação da transportadora e os números das carreiras
H20b — Paragem de veículos de transporte coletivo de passageiros que transitem sobre carris: indicação do local destinado a paragem daqueles veículos de transporte coletivo de passageiros
H20c — Paragem de veículos afetos ao transporte de crianças: indicação do local reservado a paragem de veículos afetos ao transporte de crianças
H21 — Aeroporto: indicação da existência de um aeroporto ou aeródromo
H22 — Posto de informações: indicação da existência de um posto de informações
H23 — Estação de radiodifusão: indicação de estação de radiodifusão dando informações sobre a circulação rodoviária; este sinal pode conter a indicação da estação de rádio, bem como da frequência em que emite (exemplo: Rádio RDP, emitindo na frequência 95.7 FM)
H24 — Autoestrada: indicação de entrada numa autoestrada, vigorando na mesma, por consequência, as regras de trânsito especialmente destinadas a esse tipo de vias
H25 — Via reservada a automóveis e motociclos: indicação de entrada numa via reservada, vigorando na mesma, por consequência, as regras de trânsito especialmente destinadas a este tipo de vias
H26 — Escapatória: indicação de uma zona fora da faixa de rodagem destinada à imobilização de veículos em caso de falha do sistema de travagem
H29a — Identificação de entrada em Portugal: local a partir do qual se inicia o território nacional
H29b — Identificação de entrada em país estrangeiro: local a partir do qual se inicia o território do país indicado no sinal (exemplo: Espanha)
H31a — Número e sentido das vias de trânsito: indicação do número e sentido das vias de trânsito, podendo o seu desenho ser ajustado à configuração existente (exemplo: início de terceira via à direita no mesmo sentido de trânsito)
H31b — Número e sentido das vias de trânsito: indicação do número e sentido das vias de trânsito, podendo o seu desenho ser ajustado à configuração existente (exemplo: confluência de terceira via à direita no mesmo sentido de trânsito)
H31c — Número e sentido das vias de trânsito: indicação do número e sentido das vias de trânsito, podendo o seu desenho ser ajustado à configuração existente (exemplo: existência de duas vias em cada sentido de trânsito)
H31d — Número e sentido das vias de trânsito: indicação do número e sentido das vias de trânsito, podendo o seu desenho ser ajustado à configuração existente (exemplo: existência de uma via em cada sentido de trânsito)
H32 — Supressão de via de trânsito: indicação de supressão de uma via de trânsito, podendo o seu desenho ser ajustado à configuração existente (exemplo: supressão da via da direita, ficando a existir duas vias no mesmo sentido de trânsito)
H33 — Via verde: indicação de uma via de portagem reservada aos utentes portadores do equipamento identificador
Centro de inspeções: indicação da localização de um centro de inspeções técnicas de veículos (inspeções periódicas obrigatórias)
H35 — Túnel: indicação da existência de um túnel, podendo o nome do túnel ser indicado na parte inferior do sinal cuja extensão é dada por painel adicional do modelo n.º 2
H36 — Fim da recomendação do uso de correntes de neve: indicação de que terminou a recomendação do uso de correntes de neve feita pelo sinal H5
H37 — Fim de velocidade recomendada: indicação de que terminou a recomendação da velocidade indicada no sinal H6
H38 — Fim de autoestrada: indicação de que terminou a autoestrada
H39 — Fim de via reservada a automóveis e motociclos: indicação de que terminou a via reservada a automóveis e motociclos
H40 — Fim de estacionamento autorizado: indicação de que terminou o local em que o estacionamento era autorizado
H41 — Fim de túnel: indicação de que terminou o túnel
H42 — Velocidade média: indicação de via sujeita a controlo de velocidade, através do cálculo da velocidade média
H43 — Velocidade instantânea: indicação de via sujeita a fiscalização de velocidade instantânea
H44a — Lanço com cobrança eletrónica de portagem: indicação de um lanço de autoestrada sujeito a cobrança eletrónica de portagem
H44b — Lanço com cobrança eletrónica de portagem: indicação de um lanço de autoestrada sujeito a cobrança eletrónica de portagem, situado à distância em metros, indicada no sinal
H44c — Lanço com cobrança eletrónica de portagem: indicação de um lanço de autoestrada sujeito a cobrança eletrónica de portagem, na direção da via de saída indicada pela seta
H45 — Fim de lanço com cobrança eletrónica de portagem: indicação de que terminou o lanço de autoestrada sujeito a cobrança eletrónica de portagem
H46 — Zona residencial ou de coexistência: indicação de entrada numa zona de coexistência de automóveis e peões

### Sinais de pré-sinalização

I2a — Pré-aviso gráfico de interseção de nível, com indicação da distância: tem inscritos os destinos referidos a cada uma das direções do esquema gráfico, bem como a identificação das vias que lhes estão associadas, podendo conter sinais verticais
I2b — Pré-aviso gráfico de rotunda: tem inscritos os destinos referidos a cada uma das direções do esquema gráfico, bem como a identificação das vias que lhes estão associadas, podendo conter sinais verticais
I2c — Pré-aviso gráfico de interseção de nível: tem inscritos os destinos referidos a cada uma das direções do esquema gráfico, bem como a identificação das vias que lhes estão associadas, podendo conter sinais verticais
I2d — Pré-aviso gráfico de interseção desnivelada: tem inscritos os destinos referidos a cada uma das direções do esquema gráfico, bem como a identificação das vias que lhes estão associadas, podendo conter sinais verticais
I2e — Pré-aviso gráfico para colocação sobre a via: tem inscritos os destinos referidos à direção da seta, bem como a identificação das vias que lhes estão associadas, podendo conter sinais verticais
I3a - Pré-aviso reduzido de entroncamento: deve conter os destinos de saída correspondentes
I3b - Pré-aviso reduzido de cruzamento: deve conter os destinos de saída correspondentes
I4a — Aproximação de área de serviço: indicação dos serviços fundamentais prestados na área de serviço e a distância à mesma, podendo ainda conter a designação da área de serviço
I5b — Aproximação de via de saída para uma área de repouso: indicação da aproximação de uma via de saída para uma área de repouso, devendo conter os principais pontos de interesse da mesma
I6 — Pré-sinalização de itinerário: indica o itinerário que é necessário seguir para virar à esquerda nos casos em que esta manobra está interdita na interseção mais próxima, devendo o esquema do itinerário ser ajustado à configuração das vias
I7a — Pré-sinalização de via sem saída: indicação da proximidade de uma via sem saída para veículos (exemplo: via sem saída à esquerda)
I7b — Pré-sinalização de via sem saída: indicação da proximidade de uma via sem saída para veículos (exemplo: via sem saída à direita)
I8 — Aproximação de travessia de crianças: indicação da proximidade de um local frequentado por crianças, como escola, parque de jogos ou outro similar, situado na extensão ou à distância indicadas no sinal, respetivamente
I9a, I9b e I9c — Aproximação de passagem de nível (sinais colocados do lado direito da via) : indicação da proximidade de uma passagem de nível dada pelas barras inclinadas, que representam a distância que separa o sinal A26 ou A27 da passagem de nível; cada barra corresponde a uma distância de 100 m
I9d, I9e e I9f — Aproximação de passagem de nível (sinais colocados do lado esquerdo da via): repetem, do lado esquerdo da via, respetivamente, os sinais I9a, I9b e I9c.

### Sinais de direção

J1 — Direção da via de saída: indicação da direção de uma via de saída e do destino a que a mesma dá acesso
J2 - Direção da via de acesso: indicação da direção de uma via de acesso a um local ou serviço com interesse ou a um estabelecimento de dimensão significativa (exemplo: acesso a um aeródromo)
J3a — Indicação de âmbito urbano: indicação da direção de destinos interiores ou exteriores ao aglomerado urbano (exemplo: indicação de acesso a um castelo)
J3b, J3c e J3d — Indicação de âmbito urbano: indicação da direção de destinos interiores ou exteriores ao aglomerado urbano (exemplo: indicação de Portalegre em frente, parque de estacionamento para a direita e centro de inspeções para a esquerda)

### Sinais de confirmação e de identificação de localidades

L1 — sinal de confirmação: este sinal deve conter a identificação da estrada em que está colocado, bem como a indicação dos destinos e respetivas distâncias servidos direta ou indiretamente pelo itinerário, inscritos de cima para baixo, por ordem crescente das mesmas distâncias. Os destinos não diretamente servidos pelo itinerário, bem como a distância a que se situam, devem ser inscritos entre parêntesis
N1a - Início de localidade: indicação do ponto onde tem início a localidade identificada
N1b - Início de localidade (com características turísticas, geográficas ou culturais notáveis): indicação do ponto onde tem início a localidade identificada (exemplo: início de localidade classificada como património mundial)
N2a - Fim de localidade: indicação do ponto onde tem início a localidade identificada
N2b - Fim de localidade (com características turísticas, geográficas ou culturais notáveis): indicação do ponto onde tem início a localidade identificada (exemplo: fim de localidade classificada como património mundial)

### Sinais complementares

O4a, O4b e O4c — Sinal de aproximação de saída: indicação da aproximação de uma saída em intersecção desnivelada, dada pelas barras inclinadas, que representam as distâncias à saída; cada barra corresponde a uma distância à saída de 250 m em autoestradas e de 150 m nos restantes casos, devendo a indicação numérica constar na parte superior do sinal
O5a — Baia direcional para balizamento de pontos de divergência: indica o ponto de divergência de uma saída em intersecção desnivelada
O5b — Baia direcional para balizamento de pontos de divergência: indica o ponto de divergência de uma saída em intersecção desnivelada
O6a — Baia direcional: indica o desenvolvimento de um troço em curva, ou uma mudança brusca de trajetória, podendo utilizar -se individualmente ou em sucessão múltipla
O6b — Baia direcional: indica o desenvolvimento de um troço em curva, ou uma mudança brusca de trajetória, podendo utilizar -se individualmente ou em sucessão múltipla
O7a e O7b — Baliza de posição: indica a posição e limites de obstáculos existentes no lado esquerdo e direito da via, respetivamente

### Painéis adicionais

Modelo 1a — Distância: destina-se a indicar o afastamento de um local ou zona de perigo ou ainda o início do local em que se aplica a prescrição a que se refere o sinal
Modelos 1b — Distância até um local de paragem obrigatória assinalado pelo sinal B2: destina-se a indicar o afastamento de um local de paragem obrigatória, utilizando-se apenas com o sinal B1
Modelo 2 — Extensão de um troço: destina-se a indicar a extensão de um troço de via a que se aplica a mensagem do sinal
Modelo 3a — Início do local regulamentado: destina-se a assinalar o ponto da via em que começa a prescrição. Deve utilizar-se quando o sinal estiver colocados paralelamente ao eixo da via
Modelo 3b — Início do local regulamentado: destina-se a assinalar o ponto da via em que começa a prescrição. Deve utilizar-se quando o sinal estiver colocados perpendicularmente ao eixo da via
Modelo 3c — Fim do local regulamentado: destina-se a assinalar o ponto da via em que acaba a prescrição. Deve utilizar-se quando o sinal estiver colocados paralelamente ao eixo da via
Modelo 3d — Fim do local regulamentado: destina-se a assinalar o ponto da via em que acaba a prescrição. Deve utilizar-se quando o sinal estiver colocados perpendicularmente ao eixo da via
Modelo 4a — Extensão regulamentada: destina-se a informar que a indicação ou prescrição relativa ao estacionamento ou paragem constante do sinal se aplica apenas na extensão que figura no painel
Modelo 4b — Extensão regulamentada: destina-se a informar que a indicação ou prescrição relativa ao estacionamento ou paragem constante do sinal se aplica apenas na extensão que figura no painel
Modelo 5 — Repetição da extensão regulamentada: destina-se a informar que a indicação ou prescrição relativa ao estacionamento ou paragem constante do sinal se aplica apenas na extensão que figura no painel
Modelo 6a — Continuação do local regulamentado: destina-se a repetir a informação de proibição de paragem ou estacionamento dada anteriormente. Deve utilizar-se quando o sinal estiver colocado paralelamente ao eixo da via
Modelo 6b — Continuação do local regulamentado: destina-se a repetir a informação de proibição de paragem ou estacionamento dada anteriormente. Deve utilizar-se quando o sinal estiver colocado perpendicularmente ao eixo da via
Modelo 7a — Periodicidade: destina-se a limitar a determinados períodos de tempo a indicação ou a prescrição. Indica os dias do mês em que se aplica
Modelo 7b — Periodicidade: destina-se a limitar a determinados períodos de tempo a indicação ou a prescrição. Indica os dias da semana em que se aplica
Modelo 7c — Periodicidade: destina-se a limitar a determinados períodos de tempo a indicação ou a prescrição; Indica as horas do dia em que se aplica
Modelo 7d — Periodicidade: destina-se a limitar a determinados períodos de tempo a indicação ou a prescrição. Indica os dias da semana e as horas do dia em que se aplica
Modelos 8a e 8b — Duração: informam que a mensagem do sinal só vigora, respetivamente, no período de tempo que figura no painel ou para além do mesmo
Modelo 9 — Peso: destina-se a indicar que a prescrição constante do sinal só se aplica quando o peso total do veículo ultrapassa o valor que figurar no painel
Modelo 10a — Aplicação: informa que a mensagem não se aplica a determinados veículos ou operações
Modelos 10b - Aplicação: informa que a mensagem só se aplica a determinados veículos ou operações
Modelo 12a — Estacionamento perpendicular à via: destina-se a indicar a disposição autorizada para o estacionamento de veículos, podendo utilizar-se apenas com o sinal de informação H1
Modelos 12b — Estacionamento em espinha: destina-se a indicar a disposição autorizada para o estacionamento de veículos, podendo utilizar-se apenas com o sinal de informação H1
Modelo 12c — Estacionamento paralelo à via, parcialmente em cima do passeio: destina-se a indicar a disposição autorizada para o estacionamento de veículos, podendo utilizar-se apenas com o sinal de informação H1. Pode ser utilizado apenas em situações que não comprometam o trânsito dos peões
Modelo 12d — Estacionamento paralelo à via, totalmente em cima do passeio: destina-se a indicar a disposição autorizada para o estacionamento de veículos, podendo utilizar-se apenas com o sinal de informação H1. Pode ser utilizado apenas em situações que não comprometam o trânsito dos peões
Modelo 12e — Estacionamento perpendicular à via, parcialmente em cima do passeio: destina-se a indicar a disposição autorizada para o estacionamento de veículos, podendo utilizar-se apenas com o sinal de informação H1. Pode ser utilizado apenas em situações que não comprometam o trânsito dos peões
Modelo 12f — Estacionamento perpendicular à via, totalmente em cima do passeio: destina-se a indicar a disposição autorizada para o estacionamento de veículos, podendo utilizar-se apenas com o sinal de informação H1. Pode ser utilizado apenas em situações que não comprometam o trânsito dos peões
Modelo 13a — Diagrama da via com prioridade em entroncamento: destina-se a indicar que a via com prioridade muda de direção, podendo utilizar-se apenas com o sinal B3. O traço largo representa a via com prioridade;
Modelo 13b — Diagrama da via com prioridade em cruzamento: destina-se a indicar que a via com prioridade muda de direção, podendo utilizar-se apenas com o sinal B3. O traço largo representa a via com prioridade
Modelo 14 — Informação diversa: indica a possibilidade de ocorrência de determinadas circunstâncias de que é conveniente dar conhecimento ao utente
Modelos 15a — Chuva: destinam-se a assinalar que o perigo indicado pelos sinais A5 e A29 resulta das condições meteorológicas indicadas no painel
Modelo 15b — Neve ou gelo: destina-se a assinalar que o perigo indicado pelos sinais A5 e A29 resulta das condições meteorológicas indicadas no painel
Modelo 16 — Limpa-neves: destina -se a indicar que o perigo indicado pelo sinal A29 resulta da circulação de veículos limpa-neves
Modelos 19a e 19b - Início ou fim de zona regulamentada: destinam-se a completar com informações úteis os sinais G1 a G5
Modelo 20 — Estacionamento pago: destina-se a informar que o estacionamento está sujeito ao pagamento de uma taxa